# Ahmad al-Dschabir as-Sabah

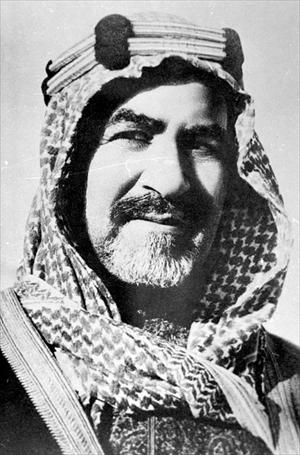
Ahmad, Emir von Kuwait

Scheich Ahmad (* 1885 Kuwait; † 29. Januar 1950; arabisch أحمد الجابر الصباح, DMG Aḥmad al-Ǧābir aṣ-Ṣabāḥ), auch als Ahmad al-Dschabir as-Sabah bekannt, regierte vom 29. März 1921 bis zum 29. Januar 1950 als 10. Emir von Kuwait aus dem Haus al-Sabah.
Ahmad wurde 1885 als ältester Sohn des 8. Emirs Dschabir II. geboren, der Kuwait von 1915 bis 1917 regiert hatte. 1921 wurde Ahmad nach dem Tod seines Onkels, des 9. Emirs Salim, zum Staatsoberhaupt von Kuwait bestimmt.
Während seiner Regierungszeit wurden Kuwaits Grenzen von der britischen Kolonialmacht festgelegt, wodurch etwa ein Drittel des Gebiets an die Nachbarstaaten Irak und Saudi-Arabien verloren ging.

## Söhne
Zu seinen Söhnen gehören unter anderem:
- Abdullah, Vater von Ahmad
- Muhammad, Vater von Nasir
- Dschabir III., der älteste Sohn, war von 1977 bis 2006 der 13. Emir von Kuwait.
- Sabah IV. regierte von 2006 bis 2020 als 15. Emir von Kuwait.
- Nawaf regierte von 2020 bis 2023 als 16. Emir von Kuwait.
- Mischal regiert seit 2023 als 17. Emir von Kuwait.
- Fahd al-Ahmad, der jüngste Sohn, wurde während der irakischen Invasion Kuwaits von irakischen Soldaten getötet.[1][2]